# Lawrence Klein
Lawrence Robert Klein (Omaha, 14 september 1920 – Gladwyne, Pennsylvania, 20 oktober 2013) was een Amerikaans econoom. Voor zijn creatie van computermodellen die  economische trends voorspellen op het gebied van econometrie kreeg hij in 1980 de Prijs van de Zweedse Rijksbank voor economie. Dankzij zijn werk werden deze modellen een veelgebruikt economisch hulpmiddel.

## Biografie

### Jonge jaren
Klein studeerde aan het Los Angeles City College, waar hij zich vooral verdiepte in analyse. Daarna ging hij naar de Universiteit van Californië, Berkeley, waar hij zich bezig ging houden met computermodellen. Hier haalde hij in 1942 zijn Bachelor in economie. In 1944 haalde hij aan het Massachusetts Institute of Technology (MIT) zijn Ph.D. in economie.
Klein vertrok hierna naar de Cowles Commission for Research in Economics, die zich toen aan de Universiteit van Chicago bevond. Daar bouwde hij een model van de economie van de Verenigde Staten, om de ontwikkeling van de zakenfluctuatie en de invloed van de overheid te voorspellen. Na de Tweede Wereldoorlog gebruikte Klein dit model om te voorspellen dat er een economisch hoogtepunt zou komen in plaats van een depressie. Dit bleek tegen ieders verwachting in te kloppen. Op dezelfde manier voorspelde hij correct een milde recessie aan het eind van de Koreaanse Oorlog.

### Vertrek naar Engeland
Klein vertrok in 1954, in de nasleep van het McCarthyisme, naar de Universiteit van Oxford. In Engeland ontwikkelde Klein samen met Sir James Ball een model van de Britse economie, bekend als het 'Oxford model'. Aan het Instituut voor Statistieken gaf Klein advies over de economische toekomst van het Verenigd Koninkrijk.
In 1959 kreeg Klein de John Bates Clark Medal, een van de twee meest prestigieuze prijzen in de economie.

### Terugkeer naar Amerika
Klein keerde in 1958 terug naar de Verenigde Staten om lid te worden van het Departement van Economie aan de Universiteit van Pennsylvania. Hij werd hier in 1968 tevens "Benjamin Franklin Professor in Economie en Financiën".
Begin jaren zestig werd Klein leider van het grote "Brookings-SSRC Project", dat tot doel had een gedetailleerd economisch model te maken om korte termijn voorspellingen te doen voor de Amerikaanse economie. Later in de jaren 60 bedacht Klein het "Wharton Econometric Forecasting Model".
Aan de Universiteit van Michigan ontwikkelde Klein samen met Arthur Goldberger het beroemde Klein-Goldberger model, welke was gebaseerd op een ander model opgesteld door professor Jan Tinbergen.
Klein was oprichter van de Wharton Econometric Forecasting Associates or WEFA, (nu Global Insight). Ook was hij eind jaren zestig actief bij het LINK-project. Doel van dit project was het produceren van het eerste wereldwijd economische model.

### Latere carrière
In 1976 was Klein coördinator van Jimmy Carters economische taskforce voor de Amerikaanse presidentsverkiezingen. Het aanbod om lid te worden van Carters regering sloeg hij af. Klein was in 1977 president van de Econometric Society en de American Economic Association.
Tot op bejaarde leeftijd hield Klein zich nog steeds bezig met het maken van economische modellen.
Hij overleed op 93-jarige leeftijd.

## Publicaties
- An essay on the theory of economic prediction ISBN 0-8410-2005-1
- Economic Fluctuations in the United States, 1921-41 (1950)
- An Econometric Model of the United States, 1929-52 (met Arther Goldberger, 1955)
- The Keynesian Revolution (1946) ISBN 0-333-08131-5
- The Wharton Econometric Forecasting Model (met M.K. Evans, 1967)
- A Textbook of Econometrics (1973) ISBN 0-13-912832-8
- The Brookings Model (met Gary Fromm. 1975)
- Econometric Model Performance (1976)
- An Introduction to Econometric Forecasting and Forecasting Models (1980) ISBN 0-669-02896-7
- Econometric Models As Guides for Decision Making (1982) ISBN 0-02-917430-9
- The Economics of Supply and Demand 1983
- Economics, Econometrics and The LINK (met M Dutta, 1995) ISBN 0-444-81787-5